# La charcuterie mécanique
La charcuterie mécanique is een Franse sciencefiction-kortfilm uit 1895. De film werd door de makers, de Gebroeders Lumière, gedefinieerd als een "humorous subject" (vrij vertaald: lachwekkend onderwerp).
The Aurum Film Encyclopedia: Science Fiction van Phil Hardy classificeert de film als de eerste sciencefictionfilm ooit.
De film vertoont een aantal mannen die een varken in een zogenaamde "geautomatiseerde slager" plaatsen, wat in feite een doodnormale kist is. Nadat ze het varken in de kist hebben geplaatst en de linkerdeksel dichtgedaan hebben, opent de 'slager' de rechterkant van de kist en haalt hij daar allerlei op maat gesneden stukken varkensvlees uit.
Dit thema werd hierna in brede vorm herhaald, bijvoorbeeld door de film Making Sausages (The End of All Things, 1897) van George Albert Smith, waarbij katten en honden worden omgezet in worstjes.